# Mitsubishi MH 2000
Le  Mitsubishi MH 2000 est un hélicoptère civil japonais développé par la branche hélicoptère de Mitsubishi Heavy Industries, c'est le premier appareil entièrement conçu et réalisé dans le pays.

## Développement

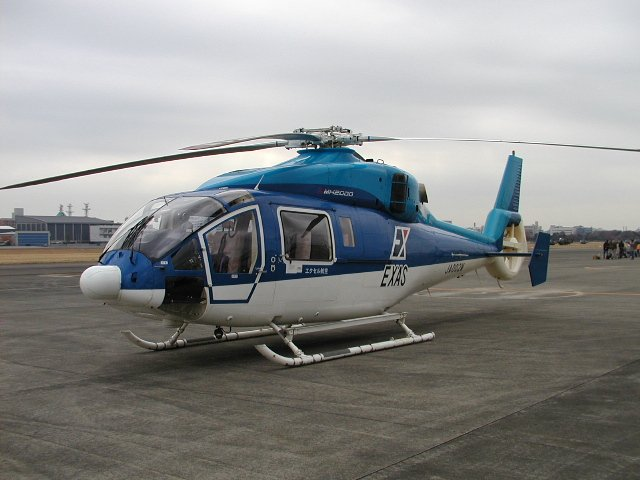
Le premier exemplaire utilisé par Exel Air en 2002.

Le programme a été lancé en 1995 pour remplir différents rôles pour des entreprises, particuliers ou institutions publiques, Mitsubishi espérait une centaine de commandes. Le fuselage et les moteurs ont été entièrement développés et testés par MHI. Un Sikorsky S-76 servit comme appareil d'essai et, après validation, deux prototypes sont construits (JQ6003 et JQ6004).
Le premier appareil sortit de production en octobre 2000 pour une compagnie privée japonaise, Excel Air Service Helicopter Cruising qui employa ensuite un second exemplaire, un autre est également utilisé par la JAXA. Sa production a été arrêtée en 2004 après sept exemplaires construits et un huitième en cours d’assemblage faute de succès commercial.
L'appareil de la JAXA est radié en mars 2013.